# Białka wielofunkcyjne
Białka wielofunkcyjne – białka pełniące w organizmie więcej niż jedną funkcję.
Większość takich białek to konserwatywne enzymy biorące udział w różnych procesach (przykładowo glikolizie, cyklu kwasu cytrynowego), które na drodze ewolucji nabyły dodatkową funkcję – na przykład uczestniczą w przekazywaniu sygnału w komórce, regulacji transkrypcji, apoptozie. Występują powszechnie w naturze. Należą do nich, między innymi, cytochrom c i akonitaza.
Pojęcie wielofunkcyjności białek nie obejmuje zjawiska powstawania różnych białek z jednego genu poprzez splicing alternatywny, rearanżacje genomu i modyfikacje potranslacyjne.